# Rizado
El rizado, algunas veces llamado fluctuación o ripple (del inglés), es el pequeño componente de corriente alterna que queda tras rectificarse una señal a corriente continua. El rizado puede reducirse notablemente mediante un filtro de condensador, este proceso es llamado a veces "filtrar", y debe entenderse como la reducción a un valor mucho más pequeño de la componente alterna remanente tras la rectificación, pues, de no ser así, la señal resultante incluye un zumbido a 60 o 50 Hz muy molesto, por ejemplo, en los equipos de audio.

{\displaystyle (Vr)pp={\frac {I_{\mathrm {L} }}{fC}}\quad {\textrm {donde}}}

- {\displaystyle (Vr)pp_{\mathrm {} }} es el voltaje de rizado de pico a pico.
- {\displaystyle I_{\mathrm {L} }} es la corriente continua que demanda la carga.
- {\displaystyle f} es la frecuencia del rizado. Esta frecuencia es igual a {\displaystyle f_{\mathrm {red} }} en un rectificador de media onda e igual a {\displaystyle 2f_{\mathrm {red} }} en un rectificador de onda completa.
- {\displaystyle C} es la capacidad del condensador.

El factor de rizado es un indicador de la efectividad del filtro y se define como:

{\displaystyle r=100\left({\frac {V_{r}}{V_{cd}}}\right)\quad {\textrm {donde}}}

Vr es el voltaje de rizado eficaz (rms, valor medio cuadrático) y Vcd es el valor de CD (voltaje continuo promedio) del voltaje de salida del filtro. Cuanto menor sea el factor de rizado, mejor será el filtro. El factor de rizado puede reducirse incrementando el valor del condensador del filtro.